# Alicia Hoskin
Alicia Hoskin (n. 6 februarie 2000, Gisborne, Gisborne District⁠(d), Noua Zeelandă) este o caiacistă ce a reprezentat Noua Zeelandă, medaliată olimpică. A participat la 2 ediții ale Jocurilor Olimpice (2020, 2024) în care a câștigat o medalie de aur.